# Søren Bugge
Søren Bugge (født 20. marts 1721 i Kristiania, død 9. november 1794) var en norsk præst, far til biskop P.O. Bugge.
Bugge blev student fra Kristiania Skole 1739 og aflagde teologisk eksamen i København 1743. Han var 1745-50 kateket ved Børnehuset i Kristiania og sluttede sig i denne tid til Brødremenighedens Samfund, som han aldrig siden forlod. I 1750 blev han personel kapellan til Holt, hvor han forblev til 1767, da han blev sognepræst til Vanse, et embede, hvorpå han 1761 havde fået ventebrev efter en tid at have bestyret sognepræsteembedet ved Frelserens Kirke på Christianshavn. I 1780 blev han provst i Lister Provsti. Provsteembedet nedlagde han sommeren 1790 på grund af alder og svagelighed. Kort efter blev han på en af hans søn, ovennævnte P.O. Bugge, indgiven ansøgning udnævnt til sognepræst i Øjestad, hvor han også 1792 kunde overtage provsteembedet i Nedenæs, da her ikke var sørejser. Han døde efter en velsignelsesrig virksomhed og mindes som en af det 18. århundredes frommeste præster i den norske kirke. Han udgav 1760-63 nogle teologiske og opbyggelige småskrifter af gammel ortodoks karakter, og på Vanse indgav han nogle forestillinger af landøkonomisk indhold, – overalt ivrig for menighedens vel. Han var gift med Gidsken Edvardine, født Røring (død 18. juni 1793), datter af sorenskriver Edvard Røring (død 1731) og Gidsken Leth (død 1727), søster af digteren Edvard Storms og brødrene J. E. og Christian Colbiørnsens mødre.